# Shlomo Smiltiner
 Shlomo Smiltiner  (27 de noviembre de 1915 - 13 de agosto de 2015) fue un maestro de ajedrez israelí.
Shlomo jugó tres veces representando a Israel en Olimpiadas de Ajedrez.
- En 1956, como segundo tablero de reserva en la duodécima Olimpiada de Ajedrez en Moscú (+3 –3 =2);
- En 1958, como cuarto tablero en la decimotercera Olimpiada de Ajedrez en Múnich (+8 –4 =3);
- En 1966, como segundo tablero de reserva en la decimoséptima Olimpiada de Ajedrez en La Habana (+3 –2 =4).